# Abbaye bénédictine de Bonn
 (juin 2024).
L’abbaye bénédictine de Bonn est une ancienne abbaye bénédictine à Bonn, à sa création en 1857 dans le centre-ville puis en 1888 dans le quartier d'Endenich.

## Histoire
Caroline von Romberg, née Boeselager (de)-Heessen (1777-1857), achète en 1857 le monastère des Capucins abandonné à Bonn et fonde le couvent de l'adoration perpétuelle des bénédictines de l'Adoration perpétuelle du Très-Saint-Sacrement. Elle est peuplée par le couvent bénédictin de Saint-Omer, fondé en 1841, et par l'abbaye bénédictine d'Osnabrück (de), fondée en 1854. La première supérieure est Mechtildis Scott, originaire de Saint-Omer. En 1863, elle confie la charge à la prieure Joséphine Caroline de Fürstenberg-Stammheim (de). Lorsqu'elle se rend à Viersen en 1874, Berta Theophila Freundt lui succède et est abbesse jusqu'à sa mort en 1920.
En 1875, le couvent est contraint d'émigrer en raison des lois prussiennes du Kulturkampf et fonde le monastère Arca Pacis à Driebergen aux Pays-Bas, qui existe jusqu'en 1997. Lorsque le couvent peut revenir en Allemagne en 1888, l'ancien bâtiment du couvent de Bonn est vendu et une succursale est créée à Bonn-Endenich avec Paula de Fürstenberg-Stammheim (1805-1891), veuve de François-Egon de Fürstenberg-Stammheim (1797–1859) , qui acheta une maison de campagne à côté de la Marterkapelle (de), au pied du Kreuzberg (de). Parmi les religieuses se trouve Sœur Maria du Sacrifice, alias Sophie von Romberg-Buldern (1832-1924), autre petite-fille de la fondatrice Karoline von Romberg. Un an plus tard, les franciscains s'installent dans le monastère voisin de Kreuzberg.
La croissance rapide du couvent (1896 : 76, 1919 : 130, 1931 : 148 sœurs) oblige à construire un nouveau bâtiment à partir de 1891 (achevé en 1916) et enfin à fonder l'abbaye du Sacré-Cœur de Kreitz à Neuss-Holzheim en 1899, l'abbaye de Niederlahnstein en 1907. En 1912, Bonn reprend l'abbaye de Herstelle (jusqu'en 1924) et en 1916 l'abbaye d'Ottmarsheim (de). La nouvelle fondation de Braunshardt, près de Darmstadt, échoue en 1931 après un an d'arrêt.
De 1941 à 1945, l'abbaye est confisquée (initialement pour être le camp de rassemblement pour les Juifs de Bonn) ; les religieuses doivent travailler comme infirmières dans les hôpitaux et les maisons de retraite. Les bâtiments sont détruits par les bombes. La reconstruction de la maison des sœurs fut achevée en 1954 et celle de l'ensemble du monastère en 1962. De 1952 à 1984, le monastère gère une maison de retraite. Le vieillissement du couvent et le manque de vocations conduisent à la dissolution du couvent en 2001. Depuis lors, les bâtiments de la Kapellenstrasse 44 abritent le séminaire missionnaire de l'archevêque Redemptoris Mater Cologne.